# Putrefacción

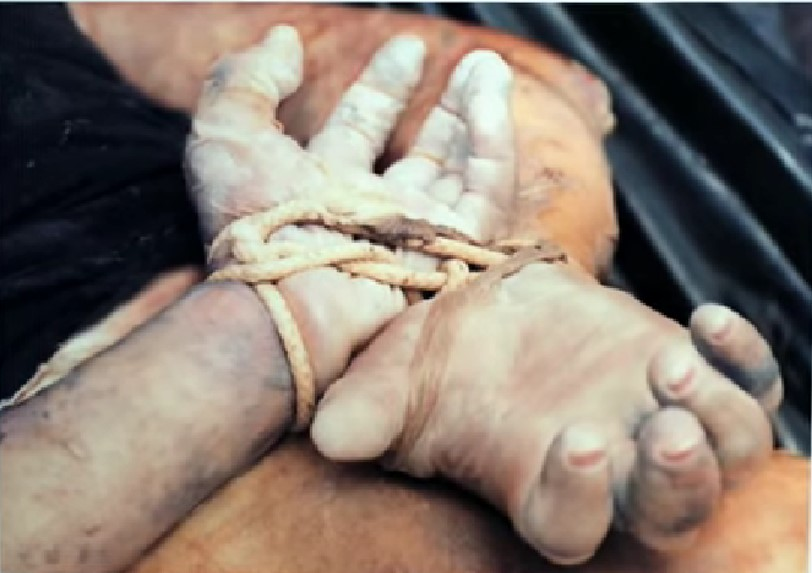
Putrefacción en manos humanas después de varios días bajo el agua en Florida, Estados Unidos

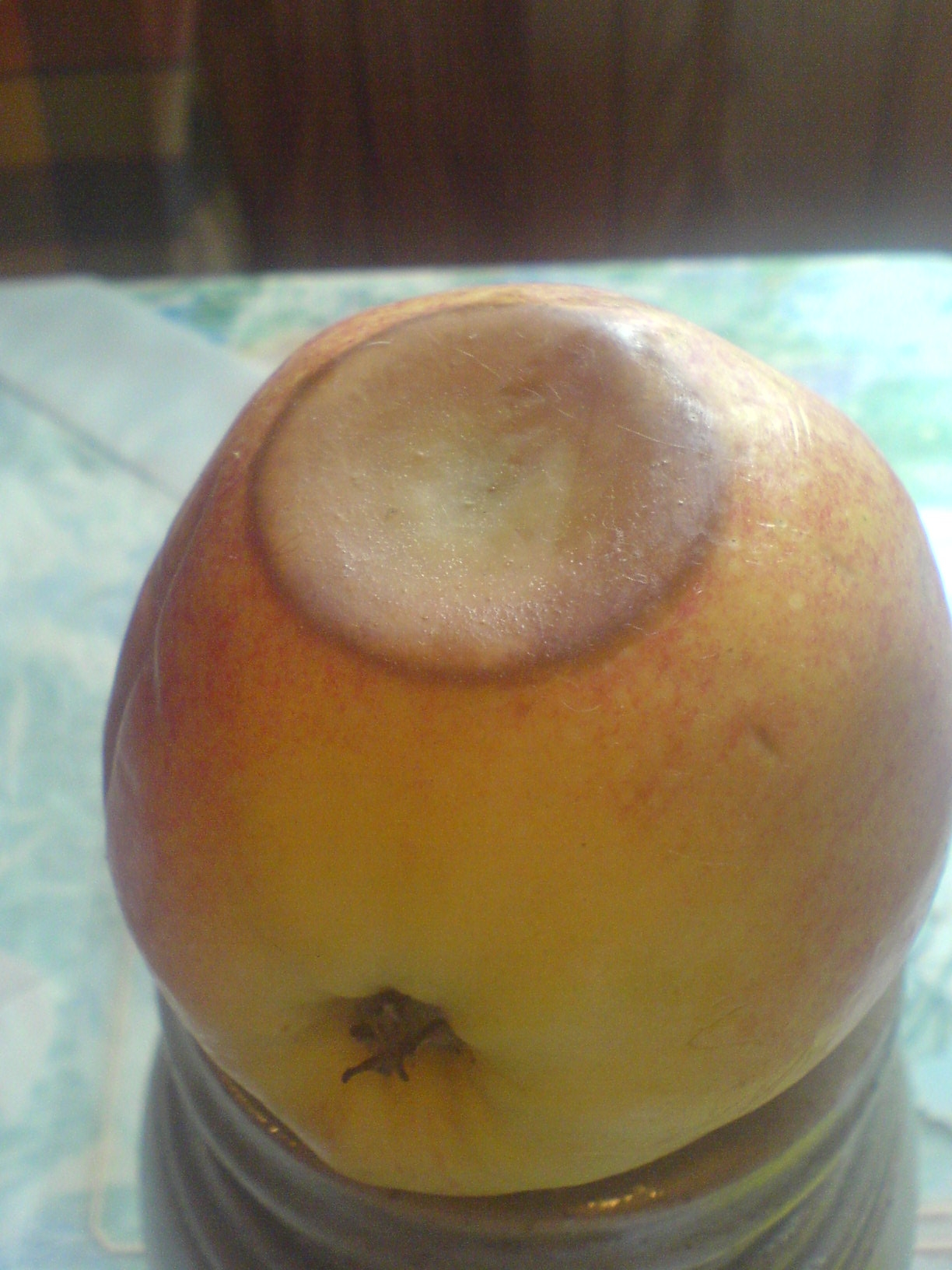
Una manzana en la que ha comenzado la putrefacción

La putrefacción es un proceso natural de descomposición. Se trata de la quinta etapa de la muerte, luego de la palidez y la reducción de la temperatura post mortem, rigor mortis y lividez post mortem. 
Los microorganismos descomponen los materiales orgánicos, generalmente después de la muerte de una planta o animal. 
El tiempo que total que toma depende de varios factores, como la disponibilidad de oxígeno. Grosso modo, puede verse como la descomposición de proteínas y finalmente, la ruptura de la cohesión entre tejidos y la licuefacción de la mayoría de órganos. La causa es la descomposición de la materia orgánica por la digestión bacteriana o fúngica, que causa la liberación de gases que se infiltran en los tejidos corporales, lo que lleva al deterioro de tejidos y órganos.
La putrefacción implica la fermentación y su importancia radica al permitir convertir elementos como el nitrógeno, fósforo y azufre, en productos utilizables por las plantas. 
El tiempo aproximado de la aparición de putrefacción depende de varios factores. Entre los factores internos que afectan el ritmo de la putrefacción figuran la edad a la que se ha producido la muerte, la estructura general y el estado del cuerpo, la causa de la muerte y las lesiones externas que surgen antes o después de la muerte. Los factores externos incluyen la temperatura ambiente, la humedad y la exposición al aire, la ropa, factores del entierro y la exposición a la luz.
Los primeros signos de putrefacción se caracterizan por una decoloración verdosa en la piel de la pared abdominal en la que comienza el intestino grueso, así como debajo de la superficie del hígado.
Ciertas sustancias, como el ácido carbólico, el arsénico, la estricnina y el cloruro de zinc, pueden usarse para retrasar el proceso de putrefacción de varios modos basados en su composición química.
Las granjas de cadáveres son instalaciones que estudian el proceso de la descomposición humana y cómo los factores ambientales influyen en el ritmo de putrefacción.

## Descripción
En términos termodinámicos, todos los tejidos orgánicos están compuestos de energía química, que, cuando no es mantenida por el constante mantenimiento bioquímico del organismo vivo, comienza a descomponerse químicamente debido a la reacción con agua en aminoácidos, conocida como hidrólisis. La desintegración de las proteínas de un cuerpo en descomposición es un proceso espontáneo. La hidrólisis de proteínas se acelera a medida que las bacterias anaerobias del tracto digestivo consumen, digieren y excretan las proteínas celulares del cuerpo.
La digestión bacteriana de las proteínas celulares debilita los tejidos corporales. A medida que las proteínas se descomponen continuamente en componentes más pequeños, las bacterias excretan gases y compuestos orgánicos, como las aminas del grupo funcional putrescina (de ornitina) y cadaverina (de lisina), que transportan el olor nocivo de la carne en descomposición. Inicialmente, los gases de putrefacción están limitados al interior de las cavidades corporales, pero, finalmente, se dispersan a través de los tejidos adyacentes, y, luego, al sistema circulatorio. Una vez en los vasos sanguíneos, los gases pútridos se infiltran y se dispersan a otras partes del cuerpo y a las extremidades.
El resultado visual de la filtración de tejido gaseoso es la hinchazón notable del tronco y las extremidades. El aumento de la presión interna del volumen creciente de gas aumenta, debilita y separa los tejidos que lo retienen. Durante el proceso de la putrefacción, los tejidos de la piel del cuerpo finalmente se rompen y liberan el gas bacteriano. A medida que las bacterias anaerobias continúan consumiendo, digiriendo y excretando las proteínas del tejido, la descomposición del cuerpo avanza hasta la etapa de esqueletización. Este consumo continuo también da como resultado la producción de etanol por las bacterias, lo que puede dificultar la determinación del contenido de alcohol en sangre (BAC por su siglas en inglés) en autopsias, particularmente en cuerpos recuperados del agua. Generalmente, el término descomposición abarca los procesos bioquímicos que ocurren desde la muerte física de la persona (o animal) hasta la esqueletización del cuerpo. La putrefacción es una de las siete etapas de descomposición. Como tal, el término putrescible abarca toda la materia orgánica (animal y humana) que está bioquímicamente sujeta a la putrefacción. Respecto a la muerte por intoxicación, la putrefacción del cuerpo se retrasa químicamente por venenos como el antimonio, el arsénico, el ácido carbólico (fenol), la nuez vómica (planta), la estricnina (pesticida) y el cloruro de zinc.

## Línea cronológica aproximada
- 1-2 días: Los primeros pasos en el proceso de descomposición antes del proceso de putrefacción son palidez y reducción de la temperatura post mortem, rigor mortis y lividez post mortem.
- 2–3 días: La decoloración aparece en la piel del abdomen. El abdomen comienza a hincharse debido a la formación de gas.
- 3–4 días: La decoloración se extiende y las venas más claras se tornan visibles.
- 5-6 días: el abdomen se hincha notablemente y se forman ampollas cutáneas.
- 10-20 días: se produce la putrefacción negra, que ocurre cuando se liberan olores nocivos del cuerpo y las partes del cuerpo experimentan una decoloración negra.
- 2 semanas: El abdomen está abotargado; la presión interna de gas se encuentra cerca de su capacidad máxima.
- 3 semanas: Los tejidos se han ablandado. Los órganos y cavidades están en proceso de explosión. Las uñas y los dientes se caen.
- 4 semanas: Los tejidos blandos, como los órganos internos, comienzan a hacerse líquidos y la cara se vuelve irreconocible. Las zonas en las que la piel, los músculos, los tendones y los ligamentos se deterioran acaban en fase de esqueletización.

Línea del tiempo para la descomposición de órganos en el cuerpo:
- laringe y tráquea
- cerebro de lactante
- estómago
- intestinos
- bazo
- epiplón y mesenterio
- hígado
- cerebro adulto
- corazón
- pulmones
- riñones
- vejiga urinaria
- esófago
- páncreas
- diafragma
- vasos sanguíneos
- útero

El índice de putrefacción es mayor en el aire, seguido de agua, suelo y tierra. El índice exacto de putrefacción depende de muchos factores, como el clima, la exposición y la ubicación. Por lo tanto, la refrigeración en un depósito de cadáveres o en una funeraria puede retrasar el proceso, lo que permite el entierro tres días o más tras la muerte sin preservación. El índice aumenta drásticamente en climas tropicales. El primer signo externo de putrefacción en un cuerpo al aire libre suele ser una coloración verdosa en la piel sobre la región del ciego, que aparece en 12-24 horas. Generalmente, el primer signo interno es una decoloración verdosa en la parte inferior del hígado.

## Factores que influyen en la putrefacción
Varios factores influyen en el índice de putrefacción.

### Exógeno (externo)
- Temperatura ambiente: la descomposición se acelera por una temperatura atmosférica o ambiente alta, con un ritmo de putrefacción optimizada entre 21 °C (70 °F) y 38 °C (100 °F), que se extiende aún más por altos niveles de humedad. Esta temperatura óptima ayuda en la degradación química del tejido y promueve el crecimiento del microorganismo. La descomposición casi se detiene por debajo de 0 °C (32 °F) o por encima de 48 °C (118 °F).
- Humedad y exposición al aire: si el cuerpo se encuentra sumergido en el agua, la putrefacción suele ralentizarse debido a la exposición reducida al aire. La exposición al aire y la humedad pueden contribuir tanto a la introducción como al crecimiento de microorganismos, además de a la degradación de la velocidad. En un ambiente cálido y seco, el cuerpo puede sufrir un proceso llamado momificación, en el que el cuerpo se deshidrata completamente y se inhibe el deterioro bacteriano.
- Ropa: La ropa suelta puede acelerar el ritmo de putrefacción, ya que ayuda a retener el calor corporal. La ropa apretada puede retrasar el proceso, puesto que corta el aporte sanguíneo a los tejidos y elimina los nutrientes de los que las bacterias se alimentan.
- Tipo de entierro: El entierro rápido puede retrasar la putrefacción. Los cuerpos tienden a descomponerse más lentamente en las tumbas profundas debido a las influencias reducidas de los cambios de temperatura. La composición de las tumbas también puede ser un factor significativo. Un suelo denso y similar a arcilla tiende a acelerar la putrefacción, mientras que el suelo seco y arenoso la ralentiza.
- Exposición a la luz: La luz también puede contribuir indirectamente, ya que las moscas e insectos prefieren poner huevos en zonas del cuerpo no expuestas a la luz, como los pliegues formados por los párpados y las narinas.

### Endógeno (interno)
- Edad en el momento de la muerte: los fetos nacidos muertos y los lactantes se descomponen lentamente debido a su esterilidad. Sin embargo, generalmente, las personas más jóvenes se descomponen más rápidamente que las personas mayores.
- Condición del cuerpo: Un cuerpo con un mayor porcentaje de grasa y menos masa corporal magra se descompondrá más rápidamente, ya que la grasa retiene más calor y lleva una mayor cantidad de fluido en los tejidos.
- Causa de muerte: La causa de la muerte tiene una relación directa con el ritmo de putrefacción. Los cuerpos que murieron de manera violenta o por un accidente suelen descomponerse más lentamente que los que murieron por enfermedades infecciosas. Ciertos venenos, como el cianuro de potasio o la estricnina, también pueden retrasar la putrefacción, mientras que el alcoholismo crónico lo acelerará.
- Lesiones externas: Las lesiones ante o post mortem pueden acelerar la putrefacción y las áreas lesionadas pueden ser más susceptibles a la invasión de bacterias.

## Putrefacción tardía
Ciertas sustancias venenosas pueden retrasar el proceso de putrefacción del cuerpo. Estos incluyen: ácido carbólico (Fenol), ársénico + antimonio, ástricnina, nuez vómica (planta) y cloruro de zinc, (ZnCl2).

## Preservación
La preservación es el proceso de conservar restos humanos retrasando su descomposición. Esto se consigue a través del uso de líquido de embalsamamiento, que es una mezcla de formaldehído, metanol y otros disolventes. Las razones más comunes para preservar brevemente el cuerpo son funerales y prácticas médicas o religiosas.

## Investigación
Las granjas de cadáveres sometieron cuerpos donados a diversas condiciones ambientales para estudiar el proceso de descomposición humana. Estas incluyen el Centro Antropológico Forense de la Universidad de Tennessee, el Centro de Investigación de Osteología de la Universidad de Western Carolina (FOREST, por sus siglas en inglés), el Centro de Investigación Antropológica Forense de la Universidad Estatal de Texas (FACTS, por sus siglas en inglés), el Centro de Ciencias Forenses Aplicadas de la Universidad Estatal Sam Houston Southeast Texas (STAFS, por sus siglas en inglés), el Complejo para Investigación de Antropología Forense de Southern Illinois University (CFAR, por sus siglas en inglés) y el Centro de investigación forense de la Universidad de Colorado Mesa. El Centro australiano para la Investigación Experimental tafonómica, cerca de Sídney, es la primera granja de cadáveres ubicada fuera de los Estados Unidos. En Reino Unido hay varias instalaciones que, en lugar de utilizar restos humanos o cadáveres, utilizan cerdos muertos para estudiar el proceso de descomposición. Los cerdos son menos propensos a tener enfermedades infecciosas que los cadáveres humanos y están más fácilmente disponibles sin preocupación por cuestiones éticas; no obstante, una granja de cadáveres se busca todavía más para una mayor investigación. Cada granja de cadáveres es única en su composición ambiental, lo que proporciona a los investigadores un mayor conocimiento y les permite investigar cómo diferentes factores ambientales pueden afectar significativamente la tasa de descomposición, como la humedad, la exposición al sol, la lluvia o la nieve y el nivel de altitud, entre otros.

### Otros usos
En alquimia, la putrefacción es lo mismo que la fermentación, por lo que una sustancia puede pudrirse o descomponerse sin alterarse. En algunos casos, el inicio del proceso se facilita con una pequeña muestra del material deseado para actuar como «semilla», una técnica similar al uso de un cristal de diseminación en la cristalización.